# Боніто
Боніто (італ. Bonito) — муніципалітет в Італії, у регіоні Кампанія, провінція Авелліно.
Боніто розташоване на відстані близько 230 км на південний схід від Рима, 70 км на північний схід від Неаполя, 28 км на північний схід від Авелліно.
Населення — 2497 осіб (2014).
Щорічний фестиваль відбувається 15 січня. Покровитель — святий Боніто з Клермонта.

## Демографія
Населення за роками:

Станом на 1 січня 2023 року в муніципалітеті офіційно проживало 57 іноземців з 18 країн, серед них 18 громадян країн Євросоюзу та 6 громадян України.

## Сусідні муніципалітети
- Апіче
- Гроттамінарда
- Меліто-Ірпіно
- Мірабелла-Еклано